# Анна Кетрін Грін
Анна Кетрін Грін (англ. Anna Katharine Green, 11 листопада 1846 — 11 квітня 1935) — американська поетеса і новелістка. Вона була однією з перших письменниць детективної фантастики в Америці і відзначилася написанням добре побудованих, юридично точних історій. Грін називали «матір'ю детективної новели».

## Життя і робота
Вона народилася в Брукліні, штат Нью-Йорк, 11 листопада 1846.
Грін спочатку прагнула писати романтичні вірші, і вона листувалася з Ральфом Уолдо Емерсоном. Коли її поезія не змогла отримати визнання, вона випустила свою першу і найвідомішу новелу «Справа Лівенворта» (1878), яка отримала високу оцінку від Вілкі Коллінза, і стала хітом року. Вона стала автором бестселерів, видавши зрештою близько 40 книг.
25 листопада 1884 року Грін вийшла заміж за актора та дизайнера печей, а згодом — виробника меблів Чарльза Рольфса 1853—1936), який був на сім років молодшим за неї. Рольфс грав у драматизації Кетрін Грін «Справа Лівенворт». Після того, як театральна кар'єра провалилась, він став виробником меблів у 1897 році, і Кетрін співпрацювала з ним над деякими його проектами. Разом вони мали одну доньку і двох синів: Розамунд Рольфс, Роланд Рольфс і Стерлінг Рольфс. Їх донька Розамунд вийшла заміж за Роберта Твітті Палмера.
Грін померла 11 квітня 1935 року в Баффало, штат Нью-Йорк, у віці 88 років. Її чоловік помер наступного року.

## Критична відповідь
Хоча книгу Грін «Справа Лівенворта» часто цитують як першу міситерію написану американською жінкою, насправді «Мертвий лист»(англ. The Dead Letter) Сілі Регестер був опублікований раніше (1866).
У дискусії про жінок-письменниць детективної фантастики вчена Еллен Хіггінс у 1994 році визначила вклад Грін, як популяризатор жанру за десять років до того як Артур Конан Дойл виклав свою першу історію про Шерлока Холмса. «Пізніше я дізнався, що деякі люди були трохи засмучені цим, тому що вони не хочуть слухати про жінок, які змагаються з господарем», — сказав Хіггінс.
Грін приписують перетворення детективної фантастики в її класичну форму та розробку серіалу детектив. Її головним героєм була детектив Ебенезер Гріс з столичної поліції Нью-Йорка, але в трьох романах їй допомагає «стара діва» Амелія Баттерворт, прототип: міс Марпл, міс Сільвер та інших образів. Вона також винайшла «дівчинку-детектива»: в образі Вайолет Стрендж, дебютантки з таємним життям як хуліганка. Дійсно, як пише журналістка Кеті Хікман, Грін «відтиснула жанр таємниці тими відмітними рисами, які впливали б на письменників від Агати Крісті та Конан Дойла до сучасних авторів напружених» придурків". На додаток до створення похилого віку та молодих жінок-шлунок, інноваційні пристрої Грін включали мертві тіла в бібліотеках, вирізки газет у вигляді «ключок», дізнання коронера та експертів. Одного разу Єльська юридична школа використовувала свої книги, щоб продемонструвати, наскільки шкідливим може бути покладання на побічні докази. Написана в 1878 р. Її перша книга «Справа Лівенворта: історія юриста» спричинила дискусію в сенаті штату Пенсильванія щодо того, чи могла книга «справді бути написаною жінкою».
Грін в деякому роді була прогресивною жінкою для свого часу — вона досягла успіху в жанрі, в якому домінували письменники-чоловіки, — але вона не схвалювала багатьох своїх сучасників-феміністок, і вона була проти виборчого права жінок.

## Спадщина
У 2002 році Buffalo Literary Walking Tours розпочали щорічну серію пішохідних екскурсій у вихідні, в яких висвітлювались автори з місцевими зв'язками. Грін представлена разом з Марком Твеном, Ф. Скоттом Фіцджеральдом, Германом Мелвіллом, Тейлором Колдуеллом та іншими.
Новела Грін «Нематеріальна підказка» (англ. The Intangible Clue) за участю Віолет Стрендж була адаптована Крісом Гарральдом для другої серії драматичного циклу BBC Radio 4 «The Rivals» і Джіні Спарк знялася у ролі Вайолет Стрендж.

## Вибрані твори

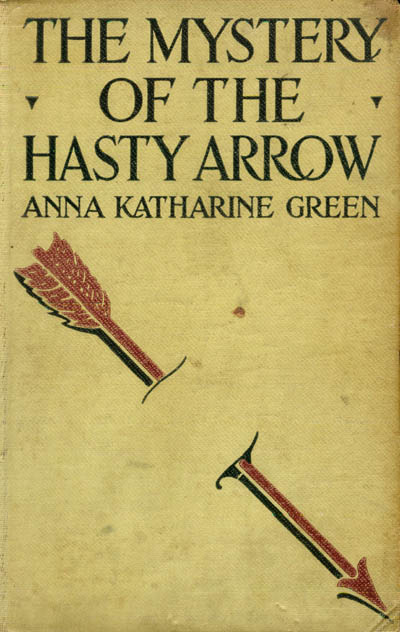
Обкладинка "Таємниці поспішної стріли " Анни Кетрін Грін

### Містер Грейс і Амелія Батерворд
- Справа Лівенворта (1878)[8] Mr. Gryce № 1
- Дивне зникнення (1880) Mr. Gryce No2
- Дамоклів меч: Історія життя в Нью-Йорку (1881) Mr. Gryce No3
- Рука і кільце (1883) Mr. Gryce No4
- За зачиненими дверима (1888) Mr. Gryce No5
- Матерія мільйонів (1891) Mr. Gryce No6
- Лікар, його дружина та годинник (1895), містер Грис, No7. Новелетт, коротший за інші
- Той роман по сусідству (1897) (Амелія Баттерворт I). Також Mr. Gryce No8
- Провулок загубленої людини: другий епізод із життя Амелії Баттерворт (1898) Також Mr. Gryce # 9
- Циркулярне дослідження (1900) (Амелія Баттерворт III) Також Mr. Gryce No10
- Один із моїх синів (1901), Mr. Gryce No11
- Тільки ініціали (кольоровий фронтиспис Артура Келлера) (1911) Mr. Gryce # 12
- Таємниця поспішної стріли (1917), Mr. Gryce No13

Інші згадки
- XYZ: Детективна історія (1883)
- Таємниця млина (1886)
- 7-12: Детективна історія (1887)
- Забутий корчма (1890)
- Гроші Синтії Вейкхем (1892)
- Міс Херд: Загадка (1894)
- Доктор Ізард (1895)
- Агата Вебб (1899) Калеб Світвотер # 1
- Філігранний бал: Повна і правдива розповідь про розгадку таємниці стосовно справи Джеффрі-Мура (1903)
- Дитина-мільйонер (ілюстрації Артура І. Келлера) (1905)
- Головний спадкоємець '(1906)
- Жінка в Алькові (ілюстрації Артура І. Келлера) (1906) Калеб Світвотер # 2
- Дружина мера (ілюстрації Еліс Барбер Стівенс (1907)
- Будинок шепочущих сосен (1910) Калеб Світвотер # 3
- Три тисячі доларів (1910)
- Темна порожниста (1914)
- Крок на сходах (1923)

### Недетективні новели
- Захист нареченої та інші вірші (1882)
- Дочка Рісіфі, драма (1887)
- Позначено «Особисто»(Marked «Personal»), драма в драмі. (1893)
- До Хвилини; Скарлет і чорне: дві казки про недоліки життя (1916)

### Короткі історії та новини
- Старий кам'яний будинок та інші історії (1891) за участю[15][16]:
  - «Старий кам'яний будинок»
  - «Пам'ятна ніч»
  - «Чорний хрест»
  - «Таємнича справа»
  - «Він її одружить?»

- Складна проблема: Сходи в захваті серця та інші історії (1900) із участю[17]:
  - «Складна проблема» (1900)
  - «Сіра пані» (1899)
  - «Бронзова рука» (1897)
  - «Опівночі в ряду Бошамп» (1895)
  - «Сходи біля серця» (1894)
  - «Відлюдник з вулиці» (1898)

- Кімната № 3 та інші детективні історії (1913) за участю[18][19]:
  - «Кімната № 3»
  - «Опівніч у Бошамп Роу»
  - «Рубін і котел»
  - «Маленькі сталеві котушки»
  - «Сходи в захваті серця»
  - «Коробка з аметистом»
  - «Сіра леді»
  - «Злодій»
  - «Будинок в тумані»

- Шедеври таємниці (1913)
  - Збірка новел. Історії також зібрані в кімнаті № 3 та «Складна проблема».

- Золотий тапок та інші проблеми для Віолетти Стрендж (1915)[20]:
  - «Золотий тапок»
  - «Друга куля»
  - «Нематеріальний клуб»
  - «Грот Привид»
  - «Дама, що мріє»
  - «Будинок годинників»
  - «Лікар, його дружина та годинник» * коротша версія повісті.
  - «Відсутня: Сторінка тринадцята»
  - «Своя фіалка»